# Cmentarz wojenny nr 350 – Nowy Sącz
Cmentarz wojenny nr 350 – Nowy Sącz – austriacki cmentarz wojenny z okresu I wojny światowej wybudowany przez Oddział Grobów Wojennych C. i K. Komendantury Wojskowej w Krakowie na terenie jego okręgu X Limanowa.
Jest to zaprojektowana przez austriackiego architekta Gustawa Ludwiga kwatera na cmentarzu komunalnym w Nowym Sączu. 
Pochowano na nim 930 żołnierzy austro-węgierskich, 119 niemieckich i 252 rosyjskich w 4 grobach zbiorowych i 1118 pojedynczych. Cmentarz jest w bardzo dobrym stanie.